# ヴェショロエ駅
ヴェショロエ駅（ヴェショロエえき、ロシア語: Веселое）は、ロシア連邦クラスノダール地方ソチにあるロシア鉄道北カフカース鉄道支社の駅である。

## 歴史
- 1943年 - 開業[1]。

## 駅構造
島式ホーム2面5線を有する地上駅。サンクトペテルブルグ、モスクワ、サマーラ、アブハジアのスフミなどへ向かう長距離列車(全て国際列車)が発着する。当駅はロシア側の国境駅であり、乗客の入国審査及び出国審査、税関調査のため1時間程度停車する。駅はコンクリート柵で囲まれている。また、駅舎内には切符売り場(営業時間　8時から20時)が設置されている。

## 隣の駅
ロシア鉄道
トゥアプセ - ヴェショロエ線
イメレチンスキー・クロルト駅 - ヴェショロエ駅
アブハジア鉄道線
ヴェショロエ駅 - プソウ駅